# José Luis Santamaría Buitrago
José Luis Santamaría (Madrid, 14 de gener de 1973) és un exfutbolista espanyol, que ocupava la posició de defensa.

## Trajectòria
Va sorgir del planter del Reial Madrid, fins a jugar amb l'equip B a la categoria d'argent. Però, no va arribar a debutar en Lliga amb el primer equip.
La temporada 95/96 marxa al Reial Valladolid, on va militar vuit temporades. Va destacar en els seus primers anys, sobretot la 96/97, on només es va perdre un encontre. Però, a partir de la temporada 00/01 ja va passar a la suplència, una condició que mantindria fins a la seua marxa el 2003.

## Equips
- 93-95 Real Madrid B (2a) 61/0
- 95-03 Real Valladolid (1a) 165/1